# Alosterna chalybeella
Alosterna chalybeella es una especie de escarabajo longicornio del género Alosterna, tribu Lepturini, subfamilia Lepturinae. Fue descrita científicamente por Bates en 1884.
La especie se mantiene activa durante los meses de mayo, junio, julio y agosto.

## Descripción
Mide 4,8-8 milímetros de longitud.

## Distribución
Se distribuye por Japón.